# Telluride
Telluride es un pueblo ubicado en el condado de San Miguel, en el estado estadounidense de Colorado. En el año 2020, tenía una población de 2,607 habitantes y una densidad poblacional de 1207,8 personas por km².

## Días de minería
El oro fue descubierto en Colorado cerca de la ciudad de Denver en 1858, iniciando la 'fiebre del oro' local. La cueva de oro que se llama Smuggler fue descubierta en el río san Miguel en el año 1875. John Fallon hizo el primer reclamo sobre la Cuenca de Marshall (Marshall Bain) en Telluride en 1878. El nombre original de Telluride fue Columbia, pero se confundía con la ciudad de Columbia en California, por lo que se le cambió el nombre a Telluride. Telluride lleva el nombre por uno de los compuestos químicos que se encuentran en la tierra, el elemento telurio.

## Geografía
Telluride se encuentra ubicada en las coordenadas 37°56′21″N 107°48′59″O / 37.93917, -107.81639.

## Clima
De acuerdo con las condiciones del criterio de Köppen modificado, Telluride tiene un clima subártico de tipo Dfc.
| Parámetros climáticos promedio de Telluride en el periodo 1981-2010                                           | Parámetros climáticos promedio de Telluride en el periodo 1981-2010 | Parámetros climáticos promedio de Telluride en el periodo 1981-2010 | Parámetros climáticos promedio de Telluride en el periodo 1981-2010 | Parámetros climáticos promedio de Telluride en el periodo 1981-2010 | Parámetros climáticos promedio de Telluride en el periodo 1981-2010 | Parámetros climáticos promedio de Telluride en el periodo 1981-2010 | Parámetros climáticos promedio de Telluride en el periodo 1981-2010 | Parámetros climáticos promedio de Telluride en el periodo 1981-2010 | Parámetros climáticos promedio de Telluride en el periodo 1981-2010 | Parámetros climáticos promedio de Telluride en el periodo 1981-2010 | Parámetros climáticos promedio de Telluride en el periodo 1981-2010 | Parámetros climáticos promedio de Telluride en el periodo 1981-2010 | Parámetros climáticos promedio de Telluride en el periodo 1981-2010 |
| Mes | Ene.                                                                | Feb.                                                                | Mar.                                                                | Abr.                                                                | May.                                                                | Jun.                                                                | Jul.                                                                | Ago.                                                                | Sep.                                                                | Oct.                                                                | Nov.                                                                | Dic.                                                                | Anual                                                               |
| --- | ------------------------------------------------------------------- | ------------------------------------------------------------------- | ------------------------------------------------------------------- | ------------------------------------------------------------------- | ------------------------------------------------------------------- | ------------------------------------------------------------------- | ------------------------------------------------------------------- | ------------------------------------------------------------------- | ------------------------------------------------------------------- | ------------------------------------------------------------------- | ------------------------------------------------------------------- | ------------------------------------------------------------------- | ------------------------------------------------------------------- |
| Temp. máx. media (°C)                                                                                         | 1.7                                                                 | 2.7                                                                 | 5.5                                                                 | 9.9                                                                 | 15.6                                                                | 21.5                                                                | 24.1                                                                | 22.6                                                                | 18.9                                                                | 13.4                                                                | 6.3                                                                 | 1.6                                                                 | 12.0                                                                |
| Temp. media (°C)                                                                                              | -7.4                                                                | -5.7                                                                | -2.3                                                                | 2.1                                                                 | 7.1                                                                 | 11.5                                                                | 14.4                                                                | 13.7                                                                | 9.9                                                                 | 4.5                                                                 | -2.0                                                                | -7.1                                                                | 3.3                                                                 |
| Temp. mín. media (°C)                                                                                         | -16.4                                                               | -14.2                                                               | -10.1                                                               | -5.8                                                                | -1.5                                                                | 1.5                                                                 | 4.8                                                                 | 4.9                                                                 | 0.8                                                                 | -4.3                                                                | -10.4                                                               | -15.7                                                               | -5.5                                                                |
| Precipitación total (mm)                                                                                      | 37.6                                                                | 40.6                                                                | 50.0                                                                | 48.8                                                                | 46.5                                                                | 28.7                                                                | 63.0                                                                | 73.7                                                                | 67.8                                                                | 48.8                                                                | 45.7                                                                | 40.6                                                                | 591.8                                                               |
| Fuente: NCDC 1981-2010 Monthly Normals; Telluride en el periodo 1981-2010 (en inglés) 28 de noviembre de 2012 |                                                                     |                                                                     |                                                                     |                                                                     |                                                                     |                                                                     |                                                                     |                                                                     |                                                                     |                                                                     |                                                                     |                                                                     |                                                                     |

## Demografía
Según la Oficina del Censo, en el 2000 los ingresos medios por hogar en la localidad eran de $51 938, y los ingresos medios por familia eran de $66 136. Los varones tenían ingresos medios de $35 329, frente a los $30 096 de las mujeres. La renta per cápita para la localidad era de $38 832. Alrededor del 11,5 por ciento de la población estaba por debajo del umbral de pobreza.